# Колфилд, Джеймс. 3-й виконт Чарлмонт
Джеймс Колфилд, 3-й виконт Чарлмонт (англ. James Caulfeild, 3rd Viscount Charlemont; 29 июля 1682 — 21 апреля 1734) — англо-ирландский политик и пэр.

## Ранний период жизни
Он был крещен 29 июля 1682 года. Второй сын Уильяма Колфилда, 2-го виконта Чарлмонта (1655—1726), и его жены Энн Маргетсон (? — 1729), единственной дочери Джеймса Маргетсона, архиепископа Армы. Его дедушкой и бабушкой по отцовской линии были Уильям Колфилд, 1-й виконт Чарлмонт (1624—1671), и достопочтенная Сара Мур (дочь 2-го виконта Мура).
Он получил образование в Тринити-колледже в Дублине, получив степень бакалавра искусств в 1702 году и степень магистра искусств в 1704 году.

## Карьера
Джеймс Колфилд заседал в Ирландской палате общин от Чарлмонта в 1703—1705, 1713—1726 годах .
21 июля 1726 года после смерти своего отца Джеймс Колфилд унаследовал титулы 3-го виконта Чарлмонта в графстве Арма (Пэрство Ирландии) и 7-го лорда Колфилда в графстве Арма (Пэрство Ирландии), став членом Ирландской палаты лордов .

## Личная жизнь
Джеймс Колфилд женился на Элизабет Бернард (21 февраля 1703 — 20 мая 1743), дочери ирландского юриста и политика Фрэнсиса Бернарда (1663—1731), и Элис Ладлоу, дочери Стивена Ладлоу, клерка Канцелярии суда. У супругов было трое детей:
- Джеймс Колфилд, 1-й граф Чарлмонт (18 августа 1728 — 4 августа 1799), старший сын и преемник отца. С 1768 года он был женат на Мэри Хикман, дочери Томаса Хикмана из Брикхилла[4].
- Достопочтенный Фрэнсис Колфилд (ок. 1730 — ноябрь 1775), член палаты общин Ирландии от графства Арма и Чарлмонта, в 1760 году он женился на достопочтенной Мэри Эйр, дочери Джона Эйра, 1-го барона Эйра[1]
- Достопочтенная Алисия Колфилд (? — 17 декабря 1797), в 1764 году она вышла замуж за Джона Брауна, 1-го барона Килмейна[1].

Виконт Чарлмонт скончался 21 апреля 1734 года и был похоронен в соборе Армы. Его титул унаследовал его старший сын Джеймс, который стал 1-м графом Чарлмонтом в 1763 году. После его смерти его вдова Элизабет в 1740 году вторично вышла замуж за политика Томаса Аддерли, но умерла при родах в 1743 году в возрасте 40 лет .